# Трофимов, Юрий Андреевич
Юрий Андреевич Трофимов (3 июля 1940, Москва — 26 марта 2015, там же) — советский и российский художник-мультипликатор и режиссёр мультфильмов, художник кино.

## Биография
В 1965 году окончил факультет монументально-декоративного искусства по специальности художник-архитектор Московского высшего художественно-промышленного училища (бывшего Строгановского). В 1965—1968 годах работал архитектором в Госстандарте СССР.
В 1968—1970 годах — художник-постановщик киностудии «Союзмультфильм». В 1970 году перешёл во вновь образованную студию Творческое объединение «Экран», где работал до 1990-х годов художником и режиссёром студии мультипликации.
В основном занимался кукольной мультипликацией.

Создатель серии фильмов по сказкам Дональда Биссета о приключениях Девочки и Дракона. Участвовал в производстве первых советских кукольных телесериалов «Приключения Незнайки», «Волшебник Изумрудного города» и «Незнайка в Солнечном городе».

В начале 1990-х годов увлёкся фильмами на темы национальных славянских праздников.
Умер 26 марта 2015 года в Москве на 75-м году жизни. Прах захоронен на Даниловском кладбище, участок 32.

## Награды
- 2014 — XI Международный благотворительный кинофестиваль «Лучезарный ангел» — Специальный приз Дирекции фестиваля «За выдающийся вклад в отечественный кинематограф» Трофимову Юрию Андреевичу, художнику, режиссеру, художнику-постановщику киностудии «Союзмультфильм», одному из основателей студии «Мульттелефильм» Творческого объединения «Экран».[4]

## Фильмография

### Режиссёр
- 1972 — Приключения Незнайки и его друзей (1-я серия «Коротышки из Цветочного города», 8-я серия «Незнайка в Зелёном городе»)
- 1974 — Волшебник Изумрудного города (серии 3, 9, 10)
- 1975 — Чёрная курица
- 1977 — Незнайка в Солнечном городе (серии 3, 5, 10)
- 1978 — Как тоску одолели
- 1980—1993 — Народные праздники (фильм 1-й «Соломенный жаворонок» (1980); фильм 2-й «На масленице» (1992); фильм 3-й «На Ивана Купала» (1993))
- 1982 — Старый кувшин
- 1983—1987 — Сказки Дональда Биссета: «Девочка + дракон», 1983; «Малиновое варенье», 1983; «Забытый день рождения», 1984; «Крококот», 1985; «Снегопад из холодильника», 1986; «Урок музыки», 1986; «Вреднюга», 1987.
- 1988 — Солдатский долг
- 1989—1990 — Данило и Ненила

### Художник
1. 1969 — Солнечное зёрнышко
2. 1970 — Я нарисую солнце
3. 1972 — Приключения Незнайки и его друзей (серии 1-4, 7 Незнайка. Воздушное путешествие, 8)
4. 1974 — Волшебник Изумрудного города (серии 3, 9, 10)
5. 1975 — Слоно-дило-сёнок
6. 1977 — Незнайка в Солнечном городе (серии 3, 5, 10)
7. 1978 — Как тоску одолели
8. 1981 — Немухинские музыканты
9. 1988 — Солдатский долг
10. 1989 — 1990 — Данило и Ненила
11. 2003 — Сыщик без лицензии
12. 2005 — Жизнь — поле для охоты
13. 2008 — Воротилы

### Документальное кино
В 2014 году Юрий Трофимов принял участие в фильме «Волшебники „Экрана“» о режиссёрах и художниках советского мультипликационного кино.